# Kilkeel
Kilkeel è una città dell'Irlanda del Nord, sita nella contea di Down.